# Chen Zhaoxia
Chen Zhaoxia (jedn. kineski  陈朝霞) (Chen je prezime) (Guanghan, 25. travnja 1975.) je kineska hokejašica na travi. 
Sudjelovala je na OI 2000. u Sydneyu, na kojem je igrala na svim utakmicama, osvojivši peto mjesto, i na OI 2004. u Ateni, na kojima je također igrala na svim susretima, osvojivši četvrto mjesto, izgubivši susret za brončano odličje od Argentinki.

## Vanjske poveznice
- Profil